# Gerichtssystem in Ghana

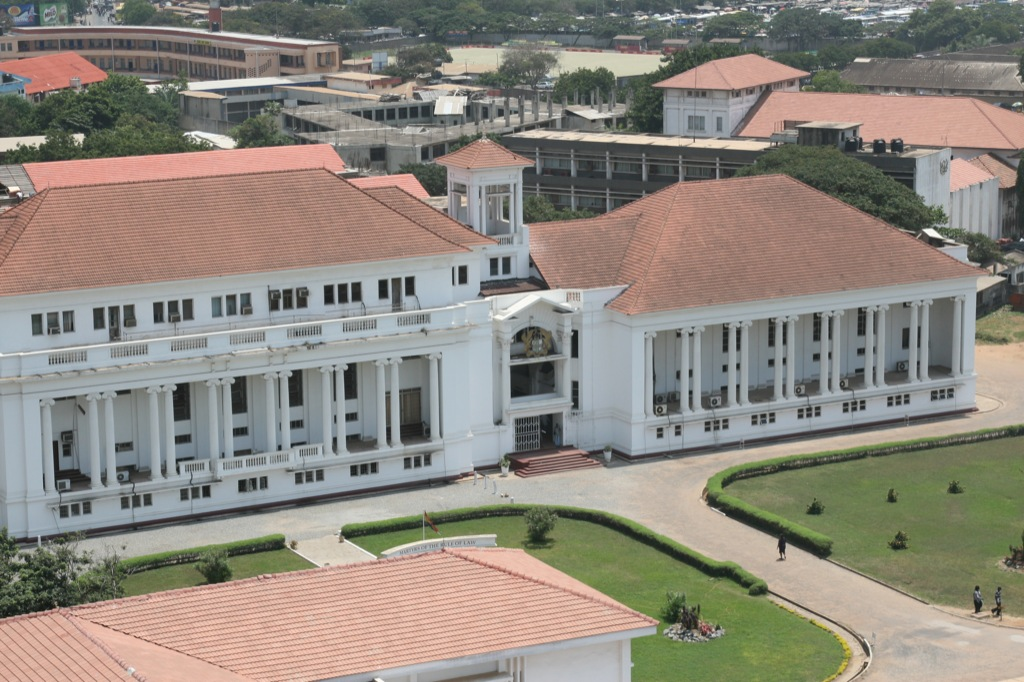
Accra: Supreme Court of Ghana

Das Gerichtssystem in Ghana geht im Wesentlichen auf die britische Gerichtsbarkeit der Kolonialzeit zurück.
Das derzeit in Ghana geltende Zivilrecht basiert auf den Rechtsnormen des britischen Common Law (Gewohnheitsrechts), den doctrines of equity (den (ungeschriebenen) Doktrinen des Billigkeitsrechts) und den general statutes (dem (geschriebenen) allgemeinen Gesetzesrecht), welche in England 1874 in Kraft gesetzt und seitdem durch nachfolgende Verordnungen immer wieder modifiziert wurden.
Das Gewohnheitsrecht ist jedoch die Rechtsbasis der meisten persönlichen und vertraglichen Rechtsverhältnisse in Ghana.
Das ghanaische Strafrecht basiert auf dem vom englischen Strafrecht abgeleiteten Criminal Procedure Code (Strafprozessordnung), welche seit 1960 in Kraft ist und seitdem mehrfach ergänzt wurde.

## Gerichte in Ghana
Die oberste Instanz der ghanaischen Rechtsprechung ist der Superior Court of Judicature, der sich zusammensetzt aus dem Obersten Gerichtshof (Supreme Court), dem Berufungsgericht (Court of Appeal), dem Hohen Gericht (High Court) und einem Regionaltribunal (Regional Tribunal).
Die Niederen Gerichtshöfe sind die Bezirksgerichte (Circuit Courts), Bezirkstribunale (Circuit Tribunals) und sonstige Gerichte, wie sie durch die Gesetzgebung eingerichtet werden können.

### Oberster Gerichtshof
Der Oberste Gerichtshof (Supreme Court) setzt sich zusammen aus dem Obersten Richter (Chief Justice) und nicht weniger als neun weiteren Richtern. Er ist die allerletzte Berufungsinstanz in Ghana und besitzt daneben die gesetzgebende Staatsgewalt in Angelegenheiten, welche die Inkraftsetzung und Interpretation der Verfassung betreffen.

### Berufungsgericht
Das Berufungsgericht (Court of Appeal) setzt sich zusammen aus dem Obersten Richter (Chief Justice) und nicht weniger als fünf weiteren Richtern (Judges of the Court of Appeal). Er besitzt Gerichtsbarkeit bezüglich der Anhörung und Entscheidung von Berufungen zu jeglichen richterlichen Entscheidungen, Urteilen, Verfügungen oder Verordnungen des Hohen Gerichts.

### Hohes Gericht
Das Hohe Gericht (High Court) setzt sich zusammen aus dem Obersten Richter (Chief Justice) und nicht weniger als 12 weiteren Richtern (Judges of the High Court). Es übt die erstinstanzliche Rechtsprechung in allen Angelegenheiten des Zivil- und Strafrechts aus außer bei Vergehen unter Anklage des Landesverrats. In Strafrechtsfällen werden in Ghana Schwurgerichtsverfahren praktiziert, da die ghanaische Strafprozessordnung bestimmt, das alle Anklageuntersuchungen durch eine Geschworenen-Jury oder mit der Unterstützung von gerichtlichen Beisitzern (Assessors) durchgeführt werden sollen.

### Bezirksgerichte
Die Bezirksgerichte (Circuit Courts) praktizieren die erstinstanzliche Rechtsprechung in zivilrechtlichen Streitfällen deren Streitwert 100.000 (alte) Cedis nicht übersteigt. Sie besitzen auch die Gerichtsbarkeit bezüglich der Vormundschaft und des Sorgerechts bei Kindern. Daneben besitzen sie auch die erstinstanzliche Gerichtsbarkeit in allen strafrechtlichen Fällen außer bei Vergehen, für die als Maximalstrafe die Todesstrafe vorgesehen ist oder bei Vergehen unter Anklage des Landesverrats. Auch sind die Bezirksgerichte die Berufungsinstanz bei Entscheidungen von Distriktgerichten innerhalb ihres jeweiligen Gerichtsbezirks.

### Distriktgerichte
Jedem behördlichen Distrikt in Ghana ist mindestens ein Distriktmagistrat (District Magistrate) zugewiesen, welcher die erstinstanzliche Gerichtsbarkeit für zivilrechtliche Streitfälle besitzt, deren Streitwert 50.000 (alte) Cedis nicht übersteigt. Daneben haben die Distriktmagistrate auch die Gerichtsbarkeit Strafrechtsfälle zu verhandeln mit Ausnahme von „Verbrechen ersten Grades“ und Straftaten ernsthafterer Natur, für die entweder ein Bezirksgericht oder das Hohe Gericht zuständig sind.
Neben dem Distriktmagistrat existieren Distriktgerichte, bei denen man nach der Schwere des verhandelten Vergehens zwischen „Grad-I-Distriktgerichten“ (Grade I District Courts) und „Grad-II-Distriktgerichten“ (Grade II District Courts) differenziert. Die Grad-I-Distriktgerichte besitzen die Kompetenz, Vergehen mit einer Strafgebühr bis 1.000 (alte) Cedis zu ahnden oder mit Freiheitsstrafen bis zu zwei Jahren. Ein Grad-II-Distriktgericht kann eine Strafgebühr bis 500 (alte) Cedis auferlegen oder eine Freiheitsstrafe bis zu 12 Monaten anordnen.
Distriktgerichte besitzen keine Berufungskompetenz mit Ausnahme bei Streitfällen in Bezug auf Vermietung und Verpachtung, die im Anwendungsbereich des Mietgesetzes (Rent Act) liegen.

### Jugendgerichte
Die Jugendgerichte (Juvenile Courts) sind zuständig für alle Vergehen, in denen Personen unter einem Alter von 17 Jahren verwickelt sind mit Ausnahme von Fällen, in denen sie zusammen mit einer oder mehrerer erwachsenen Personen angeklagt werden. Jugendgerichte setzen sich zusammen aus einem Vorsitzenden (Chairman) und nicht weniger als zwei anderen Mitgliedern, die vom Obersten Richter (Chief Justice) in Abstimmung mit den anderen Jugendgerichtmitgliedern ernannt werden. Der Vorsitzende des Jugendgerichtes muss ein Mitglied des Distriktmagistrates oder ein zugelassener Rechtsanwalt sein. Die Jugendgerichte können Maßnahmen zum Schutz und zur Aufsicht eines vernachlässigten Kindes anordnen und verbindliche Absprachen mit Eltern treffen, um ein zukünftiges „gutes“ Verhalten des Kindes sicherzustellen.

### Regionale Volkstribunale
Die Regionalen Volkstribunale (Regional Public Tribunals) führen Anhörungen durch zu Straftaten, die Preise, Mieten, devisenrechtliche Vorschriften, Diebstahl, Betrug, Fälschungen, Korruption betreffen oder irgendwelche andere Delikte, welche ihnen von Regierungsstellen zugewiesen werden können.

### Nationales Volkstribunal
Das Nationale Volkstribunal (National Public Tribunal) ist die Berufungsinstanz bei Entscheidungen der Regionalen Volkstribunale. Die Entscheidungen des Nationalen Volkstribunals sind endgültig und können nicht mehr Gegenstand einer weiteren Berufung sein. Das Tribunal besteht aus mindestens drei und höchstens fünf Personen, von denen eine als Vorsitzender (Chairman) agiert.

### Militärisches Sondertribunal
Das Militärische Sondertribunal (Special Military Tribunal) führt Anhörungen durch bei Vergehen, die Angehörige der ghanaischen Streitkräfte betreffen. Es besteht aus fünf bis sieben Mitgliedern.

### Schnellgerichtsprozeduren
Ergänzend wurden im Jahre 2001 Schnellgerichtsprozeduren (fast-track’ court procedures) erlassen, um die Gerichte in ihrer Arbeit zu entlasten sowie um gezielt und schnell Verbrechen früherer Amtsträger zu ahnden.